# Umwani artigamos
Espèce
Umwani artigamos est une espèce d'araignées aranéomorphes de la famille des Cyatholipidae.

## Distribution
Cette espèce est endémique de Tanzanie. Elle se rencontre vers 1 600 m d'altitude dans les monts Udzungwa.

## Description
Le mâle holotype mesure 1,45 mm et la femelle paratype 1,59 mm.

## Publication originale
- Griswold, 2001 : A monograph of the living world genera and Afrotropical species of cyatholipid spiders (Araneae, Orbiculariae, Araneoidea, Cyatholipidae). Memoirs of the California Academy of Sciences, vol. 26, p. 1-251 (texte intégral).